# Deutsch Kaltenbrunn
Deutsch Kaltenbrunn (maďarsky Némethidegkút) je tržní obec (městys) v okrese Jennersdorf v Burgenlandu v Rakousku. V lednu 2014 zde žilo 1754 obyvatel.

## Poloha, popis
Obec se nachází v jižním Burgenlandu. Leží v nadmořské výšce zhruba 262 m. Rozloha obce je 24,18 km2. Obcí prochází ve směru S-J zemská silnice B57A zvaná Stegersbacher Strasse, která se zde kříží se silnicí L405. Při západním okraji obce protéká říčka Lafnitz.
Městys se skládá ze dvou částí (v závorkách počet obyvatel v říjnu 2011):
- Deutsch Kaltenbrunn (1229)
- Rohrbrunn (537)

## Historie
Do roku 1921 byla obec součástí Maďarska. Na základě dohody ze St. Germain a Trianonu od téhož roku však připadla k Rakousku. Od roku 1973 byla obec povýšena na městys (tržní obec).

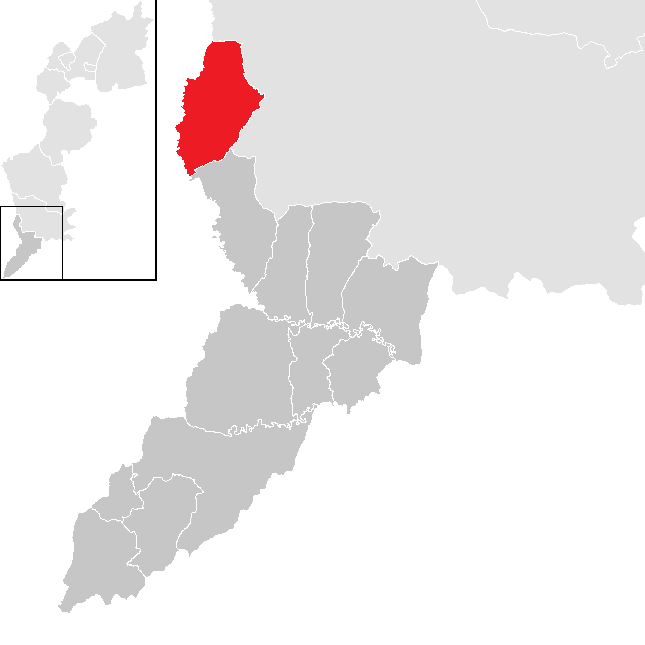
Poloha obce v okrese Jennersdorf

## Zajímavosti
- Katolický farní kostel Sv. Mikuláše
- Evangelický farní kostel
- Hřbitovní kaple z roku 1883